# مبرهنة فارينيون (ميكانيكا)
مبرهنة فارينون (بالإنجليزية:Varignon Theorem)  هي مبرهنة وضعها عالم الرياضيات الفرنسي بيير فارينيون (1654م-1722م)، نًشرت عام 1687م في كتابه "Projet d'une nouvelle mécanique". تنص المبرهنة على أن عزم القوة عند أي نقطة يكون مساويًا لمجموع العزوم لمركباتها عند النقطة نفسها.

## الإثبات
في مجموعة {\displaystyle N} من متجهات القوة {\displaystyle \mathbf {f} _{1},\mathbf {f} _{2},...,\mathbf {f} _{N}} التي تتفق في نقطة ما {\displaystyle \mathbf {O} } في الفضاء. تكون محصلتها :
{\displaystyle \mathbf {F} =\sum _{i=1}^{N}\mathbf {f} _{i}}.
عزم الدوران لكل متجه فيما يتعلق بنقطة أخرى {\displaystyle \mathbf {O} _{1}} هو :
{\displaystyle \mathbf {\mathrm {T} } _{O_{1}}^{\mathbf {f} _{i}}=(\mathbf {O} -\mathbf {O} _{1})\times \mathbf {f} _{i}}.
إضافة عزم الدوران وسحب العامل المشترك 
{\displaystyle (\mathbf {O} -\mathbf {O_{1}} )}
يرى المرء أن النتيجة يمكن التعبير عنها فقط من حيث {\displaystyle \mathbf {F} },
وهو في الواقع عزم الدوران {\displaystyle \mathbf {F} } فيما يتعلق بهذه النقطة {\displaystyle \mathbf {O} _{1}}:
{\displaystyle \sum _{i=1}^{N}\mathbf {\mathrm {T} } _{O_{1}}^{\mathbf {f} _{i}}=(\mathbf {O} -\mathbf {O} _{1})\times \left(\sum _{i=1}^{N}\mathbf {f} _{i}\right)=(\mathbf {O} -\mathbf {O} _{1})\times \mathbf {F} =\mathbf {\mathrm {T} } _{O_{1}}^{\mathbf {F} }}.
إثبات المبرهنة، أي مجموع عزم الدوران {\displaystyle \mathbf {O} _{1}} هو نفس عزم الدوران لمجموع القوى حول نفس النقطة.

## وصلات خارجية
- Varirgnon's Theorem at TheFreeDictionary.com
- Proof[وصلة مكسورة]. Mechanics of Solids. S.S. Bhavikatti. (page 19)